# Bitoulet
Le Bitoulet est une rivière française du département de l'Hérault en France, en ancienne région Languedoc-Roussillon, donc en nouvelle région Occitanie. Elle conflue en rive droite du fleuve l'Orb à Lamalou-les-Bains.

## Géographie
De 9,6 km de longueurle Bitoulet est une rivière française qui prend sa source à Rosis, à 680 m d'altitude à 100 mètres au sud-ouest de la Montagne de Conil (757 m), dans les Monts de l'Espinouse (département de l'Hérault). 
Elle passe à Combes et Taussac-la-Billière et coule globalement du nord-ouest vers le sud-est. 
Elle se jette dans l'Orb à Lamalou-les-Bains, à 167 m d'altitude.

### Communes et cantons traversés
Dans le seul département de l'Hérault, le Bitoulet traverse quatre communes de l'amont vers l'aval : Rosis (source), Combes, Taussac-la-Billière, Lamalou-les-Bains (confluence).
En termes de cantons, le Bitoulet prend source dans le canton de Saint-Pons-de-Thomières et conflue dans le canton de Clermont-l'Hérault, le tout dans l'arrondissement de Béziers.

### Bassin versant
Le bassin versant du Bitoulet est de 18 km2.

### Organisme gestionnaire
L'organisme gestionnaire est le syndicat mixte des Vallées de l'Or et du Libron. Le SAGE des bassins versants de l'Or et du Libron, « élaboré depuis 2009, est soumis à enquête publique à partir du 30 octobre 2017 ».

## Affluents
Le Bitoulet a onze affluents référencés
- Ruisseau des Bouffias ou ruisseau de Combaut (rd[note 1]), 1,8 km sur la seule commune de Rosis.
- Ruisseau de Font Froide (rd), 1,2 km sur les trois communes de Rosis, Combes et Taussac-la-Billère.
- Ruisseau de Cabausse (rg), 2,2 km sur les deux communes de Rosis et Taussac-la-Billère.
- Ruisseau de la Dévèse (rd), 1,5 km sur les deux communes de Combes et Taussac-la-Billère.
- Ruisseau de la Combe (rg), 1,5 km sur la seule commune de Taussac-la-Billère.
- Ruisseau des Terriès (rg), 2,1 km sur la seule commune de Taussac-la-Billère.
- Ruisseau de Rectalous (rd), 1,4 km sur la seule commune de Combes.
- Ruisseau de Saint-Vital (rd), 2,6 km sur les deux communes de Combes et Lamalou-les-Bains.
- Ruisseau de la Veyrasse (rg), 1,3 km sur les deux communes de Taussac-la-Billère et Lamalou-les-Bains.
- Ruisseau de Combes, (rd), 1,8 km sur les deux communes de Combes et Lamalou-les-Bains.
- Ruisseau de la Mine (rd), 1,6 km sur la seule commune de Lamalou-les-Bains.

### Rang de Strahler
Donc son rang de Strahler est de deux.